# Ермаков, Рудольф Иванович
Рудольф Иванович Ермаков (Абрамович Гольдштейн, Корниенко; 15 августа 1938, Днепропетровск — 16 мая 2015, Кирьят-Бялик) — советский и украинский шахматист, мастер спорта, тренер.

## Биография
Работник железнодорожного цеха одного из предприятий Днепродзержинска. Чемпион УССР по шахматам в 1965. Также являлся чемпионом Днепропетровской области (1963/1964), вторым призёром (1961), третьим призёром турнира сильнейших шахматистов области (1970). В 1970-х — 1990-х проживал в Днепродзержинске и был шахматным тренером. В дальнейшем репатриировался в Израиль. Владислав Рудольфович Ермаков является организатором и спонсором шахматного мемориала отца.